# فرانتز یاکوب واگنر
فرانتز یاکوب واگنر (انگلیسی: Franz Wagner؛ زادهٔ august ۲۷, ۲۰۰۱ (۲۳ سال)) بازیکن بسکتبال اهل آلمان است.
از باشگاه‌هایی که در آن بازی کرده‌است می‌توان به آلبا برلین اشاره کرد.
وی در مسابقات کشوری و بین‌المللی در مجموع برندهٔ ۱ مدال برنز شده‌است.